# David Production
David Production Inc. (яп. 株式会社デイヴィッドプロダクション) — японська студія, розташована в Нісі-Токьо, Токіо. Відома аніме-адаптацією манги JoJo's Bizarre Adventure та Fire Force.

## Історія
Студію було засновано колишнім президентом студії Gonzo Кедзі Кадзітою та продюсером Тайто Окіурою у вересні 2007 року. У 2009 році, David Production випустила першу адаптацію манги Ristorante Paradiso.

Назва компанії походить від біблійної історії про Давида і Ґоліята, історії, обраної для представлення «[створення] гарної анімації з чудовою розповіддю та персонажами», незважаючи на те, що вона менша, ніж інші відомі студії. Це також скорочення від «Динаміка дизайну аудіо та візуальних ілюзій», що означає вражаючу анімацію студії.